# Francisco Hueso Rolland
Francisco Hueso Rolland (Ateca Zaragoza, 19 de junio de 1883-Madrid 18 de mayo de 1955. fue hijo de Francisco Hueso de la Orden y de Ana Rolland y Paret, y nieto de José María Hueso fundador de Chocolates Hueso. Diplomático de carrera entre 1913 y 1953, bibliófilo y estudioso del libro.

## Obra
Autor del libro Exposición de Encuadernaciones Españolas: Siglos XII al XIX editado en 1935 y que aun hoy en día se considera un libro de estudio fundamental para el estudió de la historia de la encuadernación en España.
El libro es un catálogo-inventario de la 'Exposición de encuadernaciones españolas Siglos XII al XIX' organizada por la 'Sociedad Española de Amigos del Arte' en 1934. El texto descriptivo escrito por Francisco Hueso precede a la relación de las piezas expuestas.